# Marazion
Koordinaten: 50° 7′ N, 5° 27′ W
| \| Marazion \|    |
| Lage von Marazion |
| Marazion          |

| Marazion |

Marazion (kornisch: Marghasyow) ist eine Gemeinde und ein Ort im ehemaligen District Penwith der Grafschaft Cornwall in England. Der Ort liegt an der Mount’s Bay, 2 km östlich von Penzance an der Great Western Railway. Bei Ebbe verbindet ein Damm die Insel St Michael’s Mount mit Marazion.

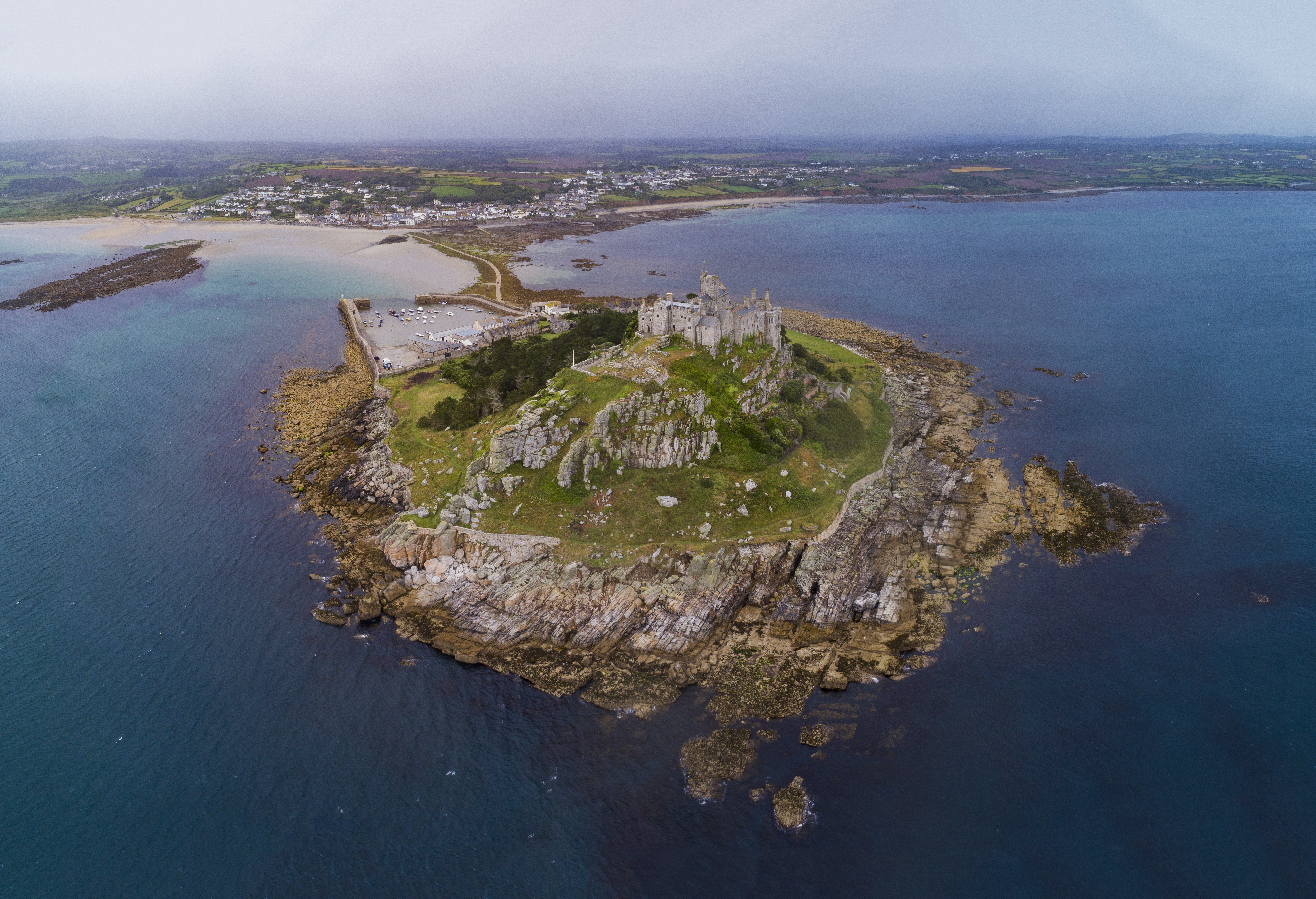
Gezeiteninsel St Michael’s Mount

## Geschichte
Von historischer und archäologischer Bedeutung sind die beschrifteten Steine, die sich auf dem Kirchhof der Kirche St Hilary finden. Sie stammen teilweise aus dem vierten Jahrhundert, einer davon wurde zu Ehren des Kaisers Konstantins des Großen aufgestellt. Ein weiterer Stein trägt eine Inschrift in kornischen Zeichen, die jedoch nicht mehr entziffert werden können.
Nördlich des St Michael’s Mount, neben dem dorthin führenden Damm, wurde eine Mole gebaut und so ein kleiner Hafen geschaffen. Von dort wurde das in der Bergwerken im Hinterland von Marazion geförderte und von Mauleseln dorthin getragene Kupfererz verschifft.
Die Kirche St Hilary wurde 1853 bei einem Brand zerstört und danach originalgetreu nachgebaut.